# FEG VT 3.0
De VT 3.0 ook wel Regio-Shuttle genoemd is een diesel treinstel, een zogenaamde lichtgewichttrein met lagevloerdeel voor het regionaal personenvervoer van de Freiberger Eisenbahngesellschaft mbH (FEG).

## Geschiedenis
Oorspronkelijk werd de Regio-Shuttle door ADtranz gebouwd. Toen Bombardier ADtranz overnam, mocht Bombardier de Regio-Shuttle om kartelrechterlijke redenen niet meer bouwen. De licentie kwam toen in handen van Stadler Rail. Bombardier bouwt nu de ITINO, een treinstel dat gebaseerd is op de Regio-Shuttle. Stadler Rail ontwikkelde de trein verder als Regio-Shuttle RS 1.
De Freiberger Eisenbahngesellschaft mbH werd op 7 juni 2000 opgericht. De aandelen waren in bezit van Firma Rhenus Veniro GmbH & Co. KG (tot 2007: Rhenus Keolis GmbH & Co. KG), van Verkehrsbetriebe des Landkreises Freiberg en vier bus ondernemingen. Het hoofdkantoor werd in Freiberg (Sachsen) gevestigd.

## Constructie en techniek
Het treinstel is opgebouwd uit een stalen frame met een frontdeel van GVK. Het treinstel heeft een lagevloerdeel. Deze treinstellen kunnen tot drie stuks gecombineerd rijden. De treinen zijn uitgerust met luchtvering.

## Treindiensten
De treinen worden sinds 25 november 2000 door Freiberger Eisenbahngesellschaft mbH (FEG) ingezet op het volgende traject:
- Freiberg (Sachsen) - Holzhau im Osterzgebirge